# Of Human Bondage
Of Human Bondage is een film uit 1934 onder regie van John Cromwell. Het is een verfilming van het gelijknamige boek van W. Somerset Maugham.

## Verhaal
Philip Carey wordt verliefd op serveerster Mildred Rogers. De gevoelens zijn niet wederzijds en ze gaat ervandoor met twee anderen.

## Rolverdeling
| Acteur             | Personage       |
| ------------------ | --------------- |
| Leslie Howard      | Philip Carey    |
| Bette Davis        | Mildred Rogers  |
| Frances Dee        | Sally Athelny   |
| Kay Johnson        | Norah           |
| Alan Hale          | Emil Miller     |
| Reginald Denny     | Harry Griffiths |
| Reginald Owen      | Thorpe Athelny  |
| Reginald Sheffield | Cyril Dunsford  |
| Desmond Roberts    | Dr. Jacobs      |